# Antoni Augustynek-Wichura
Antoni Augustynek-Wichura (ur. 1 października 1909 w Bilczycach, zm. 19 czerwca 1969 w Krakowie) – polski aktor i spiker, związany z Polskim Radiem.

## Życiorys
Urodził się jako Franciszek Antoni Augustynek, syn Jana (1982–1940) i Anny z domu Kaczmarczyk (1877–1971). W latach 1911–1920 przebywał wraz z rodzicami w Ameryce. Po powrocie do kraju w 1931 ukończył Gimnazjum św. Jacka w Krakowie. We wczesnych latach studenckich zaczął posługiwać się jedynie drugim imieniem, przedstawiając się znajomym jako „Toni”. Później, wraz z rozpoczęciem pracy artystycznej do nazwiska dołączył dodatkowo pseudonim Wichura.
Po maturze początkowo kształcił się w szkole oficerskiej dla lotników, porzucił wojsko i podjął studia prawnicze na Uniwersytecie Jagiellońskim, które zmienił na anglistykę na Wydziale Filologicznym UJ.
Występował w Teatrze Cricot (1935) i Polskiego Teatru Akademickiego „Poltea” (1936). Wygrał konkurs na spikera radiowego i rozpoczął pracę w rozgłośni Polskiego Radia w Krakowie w latach 1936–1939 i ponownie od 1945 do śmierci. 
Podczas II wojny światowej oficer rezerwy w 204 pułku piechoty. Po kapitulacji zbiegł przed masowymi aresztowaniami w rodzinne strony, i okupację spędził w domu w Bilczycach. W latach 1941–1945 pracował jako urzędnik w Zarządzie Gminy Gdów.
Po wojnie, oprócz pracy w radiu, w 1945 występował w krakowskich teatrach: Starym Teatrze, Teatrze dla Dzieci „Wesoła Gromadka”, Teatrze Młodego Widza. Potem współpracował dorywczo z Teatrem Rozmaitości, gdzie grał m.in. w Mężu doskonałym Jerzego Zawieyskiego i rolę tytułową w Burmistrzu ze Stylmondu Maurice’a Maeterlincka (1961).
W 1953 zagrał postać Kolejarza w jednej z trzech nowel w filmie Czesława Petelskiego Trzy opowieści. Występował także na antenie Telewizji Polskiej. Współdziałał też z krakowską Estradą.
Był mężem Zofii z domu Schimsheimer (1919–1956), ojciec Piotra.
Zmarł nagle, na zawał serca. Pochowany na cmentarzu Rakowickim (kwatera LXXIX-1-28).

## Ordery i odznaczenia
- Krzyż Kawalerski Orderu Odrodzenia Polski
- Srebrny Krzyż Zasługi (1954)[7]
- Medal 10-lecia Polski Ludowej (1955)[8]
- Złota Odznaka „Za Pracę Społeczną dla miasta Krakowa” (1965)[9]

## Upamiętnienie
W roku 1999 Rada Miejska Krakowa nadała jednej z ulic dzielnicy Krowodrza nazwę ul. Augustynka Wichury.